# Nabil Maâloul
Cet article possède un paronyme, voir Melloul.
Nabil Maâloul (arabe : نبيل معلول), né le 25 décembre 1962 à Tunis, est un footballeur international et entraîneur tunisien.

## Biographie

### Joueur
Maâloul commence à jouer au football à l'âge de 6 ou 7 ans en suivant l'exemple de son père. Il commence sa carrière professionnelle à l'Espérance sportive de Tunis (EST) à l'âge de 18 ans et laisse alors tomber ses études. 
Par la suite, il porte les couleurs du Club athlétique bizertin durant la phase retour de la saison 1994-1995 puis du Club africain entre 1995 et 1996, marquant ainsi la fin de sa carrière, en raison d'un désaccord avec le président de l'EST, Slim Chiboub, qui ne veut pas signer à nouveau un contrat avec lui après un court passage en Jordanie.

### Entraîneur
Mettant un terme à son parcours de joueur, il devient entraîneur adjoint de Roger Lemerre en 2004 lorsque l'équipe de Tunisie remporte la CAN 2004. Il décide ensuite de quitter son poste d'adjoint et réintègre, en septembre 2006, le staff de l'équipe nationale en qualité d'entraîneur national (équivalent d'entraîneur adjoint) aux côtés de Roger Lemerre. Entretemps, il fait un bref passage comme entraîneur du Club athlétique bizertin au début de la saison 2005-2006 avec des résultats peu probants.
En décembre 2010, il prend les commandes de l'Espérance sportive de Tunis, à la suite du limogeage de Maher Kanzari, et remporte avec le club un triplé historique (coupe, championnat et Ligue des champions de la CAF) avant d'être remplacé par Michel Decastel en janvier 2012 ; il le remplace quelques mois plus tard. Le 14 février 2013, il devient officiellement l'entraîneur de l'équipe nationale tunisienne. Le 23 mars, il dispute son premier match en tant que sélectionneur, match qui oppose la Tunisie à la Sierra Leone et que la Tunisie remporte par le score final de 2 buts à 1. Le 7 septembre, après une défaite à domicile (0-2) face à la sélection cap-verdienne qui élimine la Tunisie des qualifications pour la coupe du monde, Maâloul annonce sa démission.
Le 29 novembre 2013, il se met d'accord avec la direction du club marocain du Raja de Casablanca pour devenir entraîneur de l'équipe première, en remplacement de M'hamed Fakhir, avant de se raviser.
Le 27 avril 2017, Maâloul redevient sélectionneur de la Tunisie, avec pour mission de qualifier les Aigles de Carthage pour la coupe du monde 2018 et atteindre le dernier carré de la CAN 2019,. Il réussit à atteindre son premier objectif en qualifiant l'équipe pour le mondial mais, après la sortie de l'équipe en phase de groupes malgré des performances honorables dont une victoire face au Panama synonyme de deuxième victoire de l’histoire de la Tunisie en coupe du monde, il démissionne pour aller entraîner l'Al-Duhail SC.
Le 27 octobre 2021, il devient entraîneur du Koweït Sporting Club, puis remporte la coupe du Koweït deux mois après son arrivée. Il revient ensuite à l'Espérance sportive de Tunis le 9 juin 2022 puis au Koweït Sporting Club du 6 décembre 2023 à juillet 2024.

## Palmarès

### Joueur
Espérance sportive de Tunis (10)
- Championnat de Tunisie : 1982, 1985, 1988, 1989, 1993, 1994
- Coupe de Tunisie : 1986, 1989
- Supercoupe de Tunisie : 1993
- Coupe arabe des clubs champions : 1993

Club africain (2)
- Championnat de Tunisie : 1996
- Coupe arabe des vainqueurs de coupe : 1995

### Entraineur
Espérance sportive de Tunis (5)
- Championnat de Tunisie : 2011, 2012, 2022
- Coupe de Tunisie : 2011
- Ligue des champions de la CAF : 2011

El-Jaish SC (1)
- Coupe Crown Prince de Qatar : 2014

Tunisie (1)
- Coupe d'Afrique des nations : 2004 (entraîneur adjoint)

Koweït Sporting Club (4)
- Coupe du Koweït : 2021
- Championnat du Koweït : 2022, 2024[10]
- Supercoupe du Koweït : 2024[11]